# Kalkbränning i Rättviks socken
Kalkbränning var en vanligt förekommande bisyssla i Rättviks socken från 1500-talet och framåt. Kalkbränningen bedrevs traditionellt av socknens bönder och utfördes parallellt med befintliga jordbrukssysslor. Från och med 1890-talet industrialiserades kalkbränningen i Rättvik genom uppförandet av flera större kalkbruk/kalkverk runt om i socknen. Det första industrimässiga kalkbruket i Rättviks socken var Kullsbergs kalkbruk, som bildades under namnet Kullsbergs kalkförädlingsaktiebolag 1898.

## Geologiska förutsättningar
För 400-500 miljoner år sedan låg det område som idag utgör Siljansbygden i ett tropiskt hav. I havet fanns många vattenlevande organismer med skelett eller skal av kalciumkarbonat. När dessa dog föll de till havsbottnen och bildade över tid sedimenterad kalksten. Men det fanns även stora korallrev som över tid transformerades till solida berg av ren kalksten. Det är främst denna revkalksten som varit relevant för kalkbränningen i Rättviks socken, eftersom den inte är förorenad och finns i stora ansamlingar. Anledningen till att revkalkstenen kan brytas är det meteoritnedslag som drabbade trakten för ca 350 miljoner år sedan. Meteoritnedslaget omfördelade marken så att kalkfyndigheterna bevarades istället för att brytas ner naturligt.

## Tidiga användningsområden
Det är troligt att den första kalkbränningen i Rättvik ägde rum i samband med uppförandet av sockenkyrkan på 1300-talet. Kalk (bränd kalksten) användes bland annat som bindemedel i murbruket som sammanfogade kyrkobyggnadens murverk. Kalken var även en viktig komponent i putsen som täckte kyrkobyggnaden exteriört såväl som interiört. Rättviks socken och resterade delar av Siljansbygden präglades från medeltiden och framåt av en starkt utbredd timmerbyggnadstradition. De flesta profana byggnader uppfördes i timmer, och kyrkobyggnadskonsten fortsatte således vara det primära användningsområdet för kalk från Rättviks socken under medeltiden.
Från och med 1500-talet började mangårdsbyggnader i området uppföras med murade skorstenar. Vidare under 1600- och 1700-talen utvecklades nya användningsområden för kalk i socknens omland. I Malungs socken användes kalk som hårlossningsmedel inom garvning i den expanderade skinnäringen. Kalk användes även för att avlägsna oönskade föroreningar ur smält järnmalm och var således ovärderligt för den växande bergsbruksnäringen i Bergslagen. 

## Kalkbränning som bisyssla
Under förindustriell tid ledde en starkt rotad kultur med hemmansklyvningar till ovanligt stora byar i Siljansbygden. Den säregna samhällsstrukturen med många gårdar föranledde en invecklad uppdelning av den brukningsbara jorden. Många jordägande bönder krävde därför bisysslor i form av andra arbeten, slöjd eller arbetsvandringar för att kunna livnära sig. Kalkbränningen var en särskilt framstående bisyssla i Rättviks socken.
Bisysslan och dess olika moment utfördes under uppehållsperioder i jordbruksarbetet. Under våren höggs ved för eldning i förindustriella kalkugnar, fältugnar (kallas kalkmått på Rättviksmål). Under sommaren bröts kalksten i kalkbrott och vid vinterns första snöfall fraktades stenen från kalkbrottet till en närbelägen fältugn med hjälp av släde. Bränningen av kalksten påbörjades med start efter trettonhelgen och pågick på heltid under nästkommande veckor. En bränning tog en vecka, inräknat isättning i ugnen, bränning och rivning av ugnen. En flitig kalkbrännare han bränna 5-6 ugnar per år. Kalken utfraktades därefter med hjälp av släde till andra delar av Dalarna eller Sverige.